# Feabborre
Feabborre (Gramma loreto) är en fiskart som beskrevs av Poey, 1868. Feabborre ingår i släktet Gramma och familjen Grammatidae. Inga underarter finns listade i Catalogue of Life.

## Externa länkar

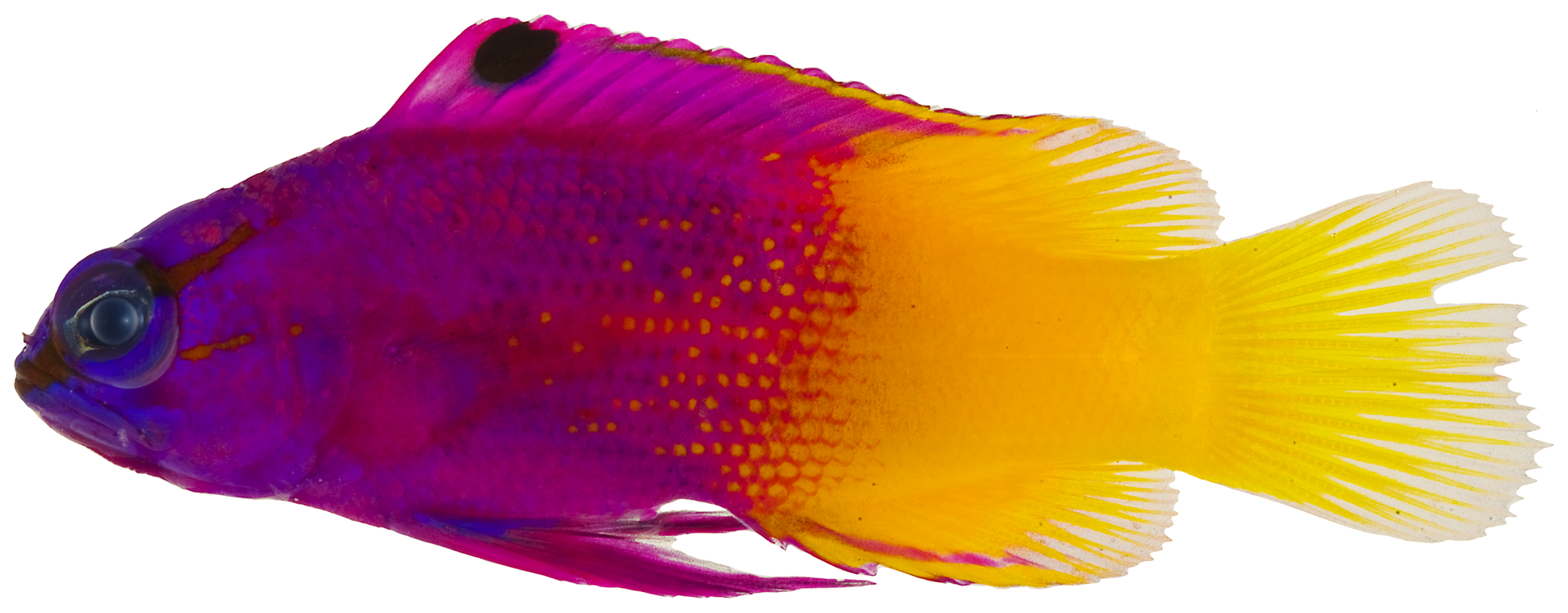